# Pave Johannes 10.
Pave Johannes 10. (død i juni 928) var pave fra marts 914 til sin død i 928. Han forsøgte at forene Italien under lederskab af Berengar 1. af Italien. Han døde efter at være blevet tvunget fra sin post som pave, sat i fængsel og til sidst myrdet.
I århundreder var han kendt som et forfærdeligt menneske, og rygterne svirrede om ham med historier om, at han sov igennem sine år som præst og pave, var elsker til en af adlens mest agtede fruer og blev styret af en magtsyg politisk figur. Alle disse rygter blev brugt af modstandere til den katolske kirke som propaganda.